# Mosty Uniwersyteckie
Mosty Uniwersyteckie we Wrocławiu – zespół dwóch mostów przerzuconych nad odnogami Odry – Odrą Południową i Odrą Północną, w bezpośredniej bliskości Uniwersytetu Wrocławskiego (stąd nazwa, także niemiecka sprzed 1945 – Universitäts Brücke).

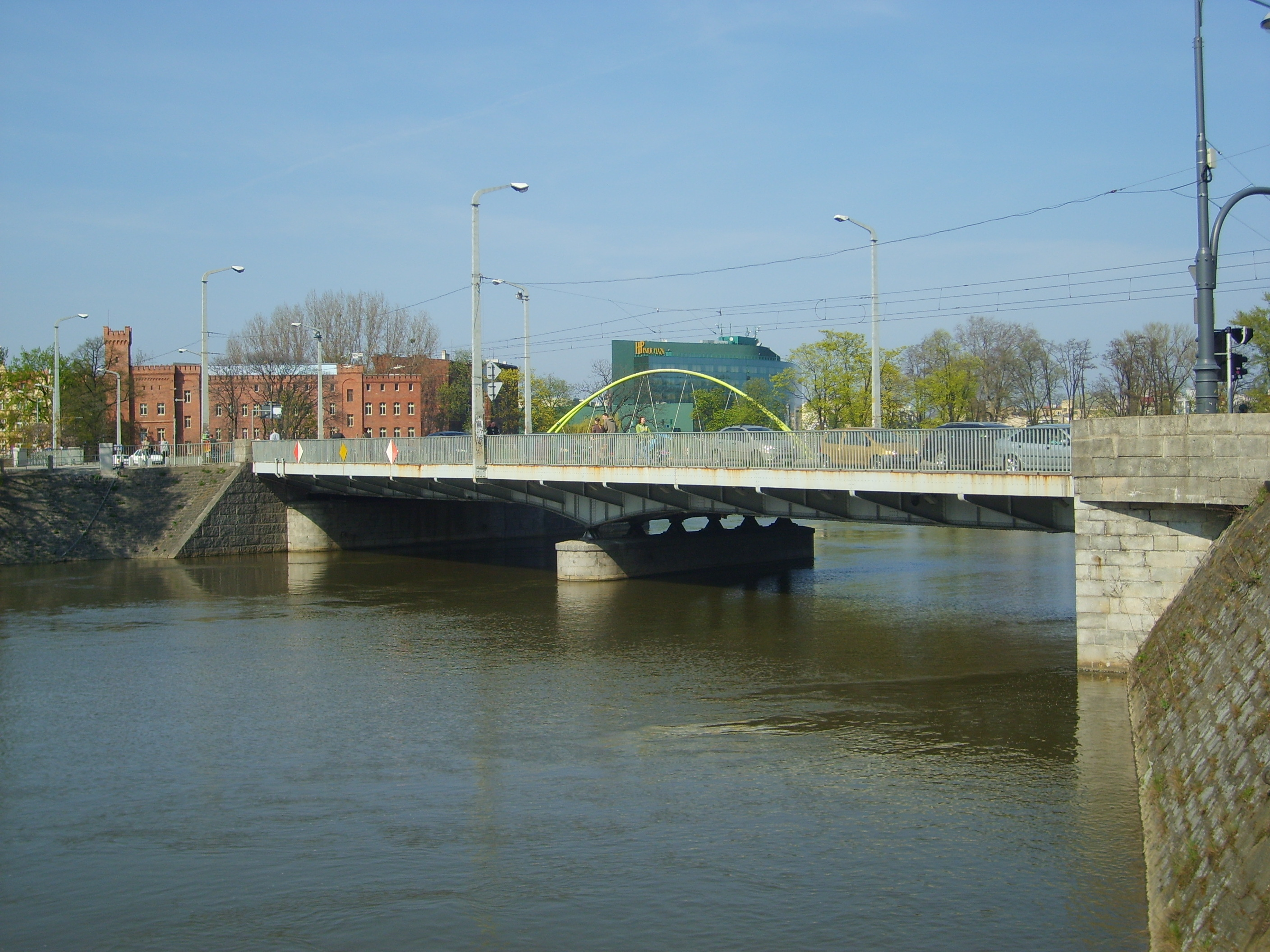
Most Uniwersytecki Południowy

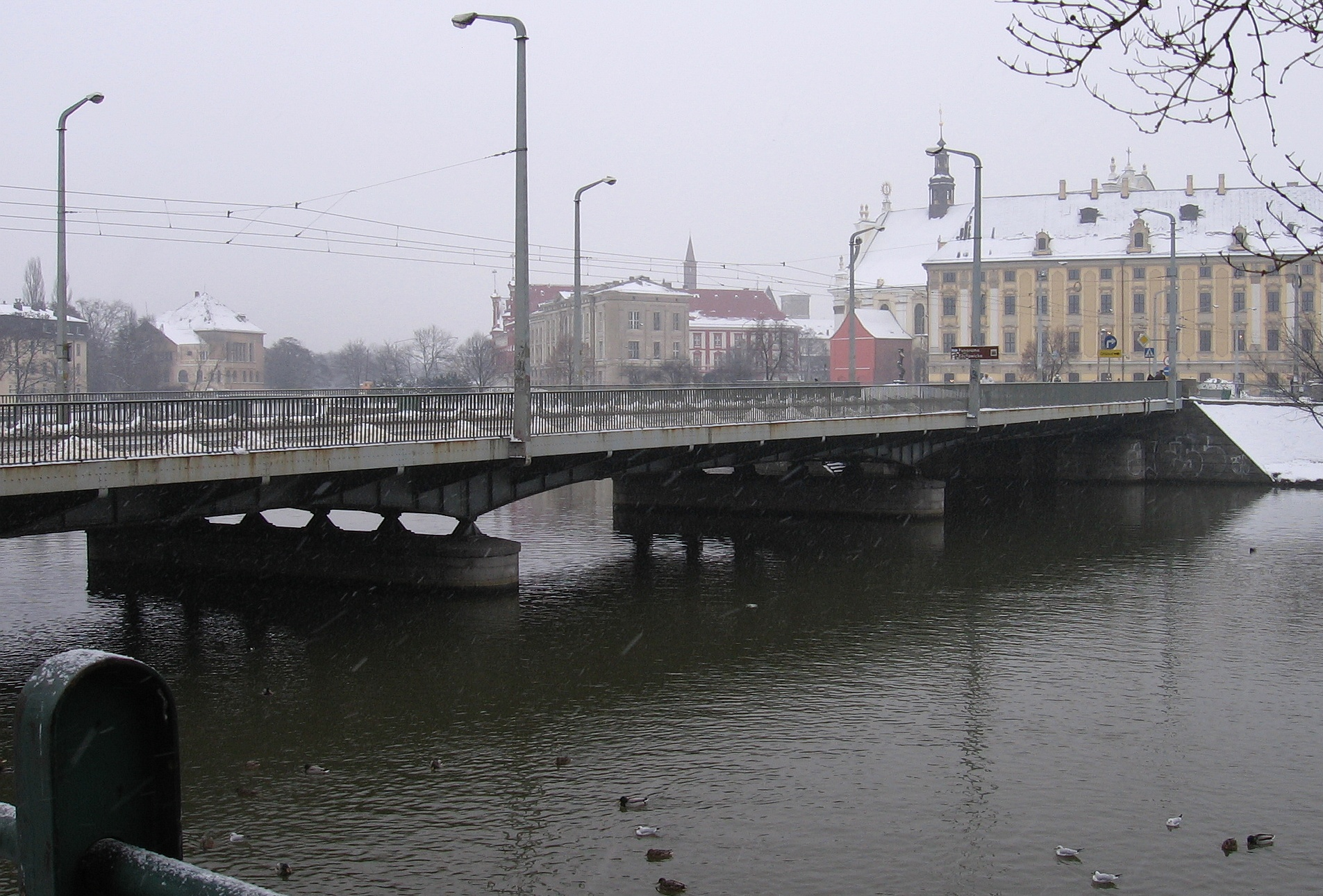
Most Uniwersytecki Północny, w głębi Uniwersytet

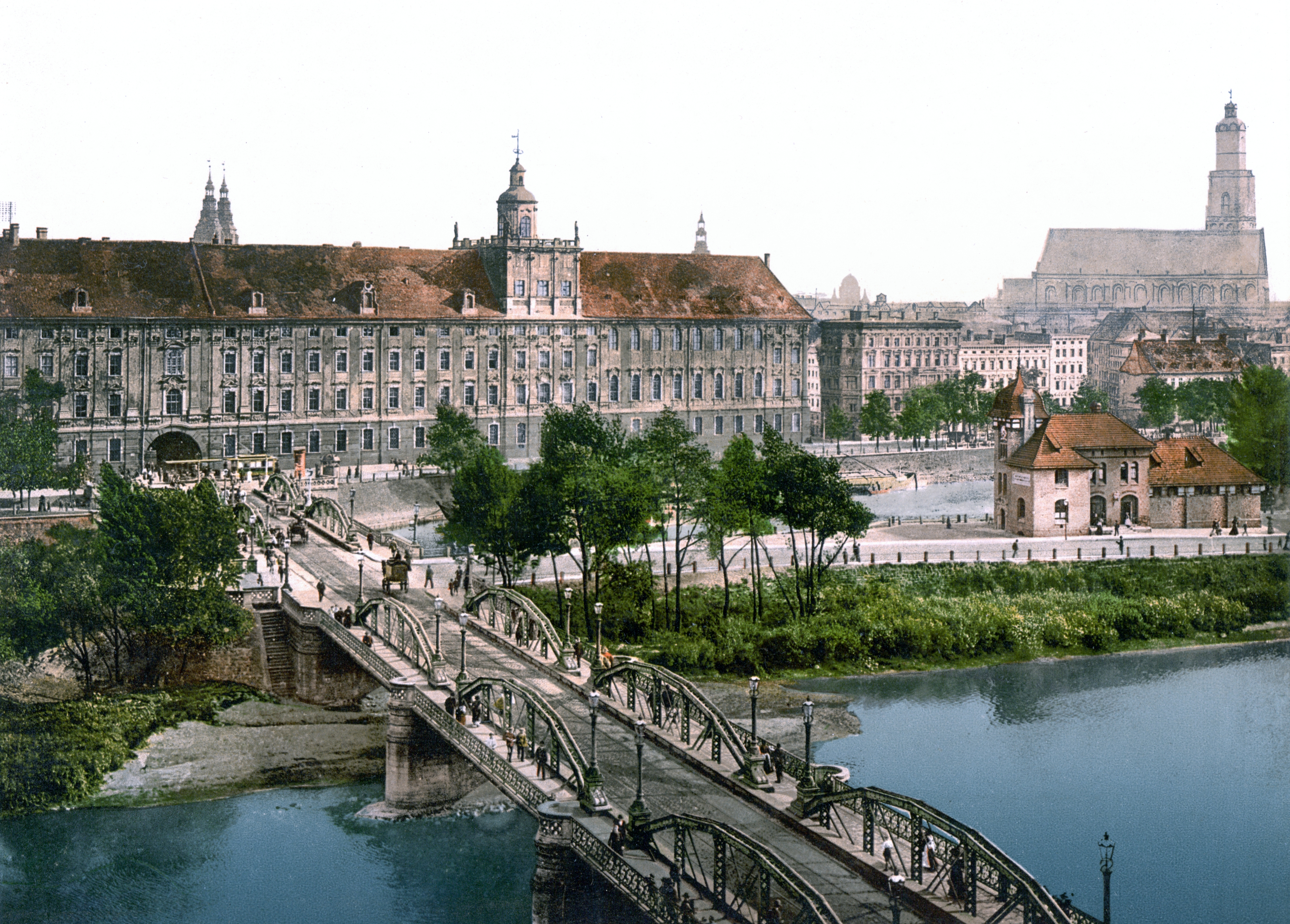
Mosty Uniwersyteckie, koniec XIX wieku.

Południowy most Uniwersytecki swój południowy przyczółek ma umiejscowiony na wprost przejazdu bramnego w budynku Uniwersytetu, łączącego ulicę Grodzką z placem Uniwersyteckim i ulicą Kuźniczą, natomiast przyczółek północny na skrajnym wschodnim cyplu Kępy Mieszczańskiej; na tym samym cyplu, w osi mostu południowego, umiejscowiony jest południowy przyczółek mostu Północnego, który drugim końcem opiera się o węzeł drogowe u zbiegu ulicy Strażniczej, Cybulskiego i Drobnera. Przez mosty Uniwersyteckie po dwukierunkowej jezdni przeprowadzona jest (środkiem) dwukierunkowa (dwutorowa) linia tramwajowa.
Pierwsze wzmianki o przeprawie w tej części miasta pochodzą z XIII wieku, a w 1397 mowa jest o Pons Viadri – moście Odrzańskim, nazwanym tak od Bramy Odrzańskiej, znajdującej się u wylotu ulicy o tej samej nazwie; most zaczynał się w pobliżu tej bramy. Przebieg tego mostu był nieco odmienny od współczesnych mostów Uniwersyteckich: jakkolwiek północny jego przyczółek znajdował się tam gdzie dziś – przy Strażniczej i Drobnera, to południowy był bardziej na zachód, niż dziś, bo w rejonie ul. Więziennej. W tamtych czasach Kępa Mieszczańska nie sięgała tak daleko na wschód, jak obecnie, toteż most Odrzański był pojedynczą konstrukcją przez całą szerokość rzeki. Na przestrzeni kolejnych stuleci drewniany most Odrzański wielokrotnie znoszony był przez powodzie, odtwarzany i przebudowywany (w szczególności budowany był dodatkowy poprzeczny pomost mniej więcej w połowie jego długości, biegnący na wschód i łączący go z Kępą Mieszczańską); zmieniała się także jego nazwa – był nazywany także „Środkowym”, a później „Długim”.
W latach 1867–1869 wybudowano na podstawie projektu miejskiego radcy budowlanego Alexandra Kaumanna nowe stalowe mosty, o kratowych przęsłach, na solidnych kamiennych podporach, które nazwano Uniwersyteckimi; były one bezpośrednimi poprzednikami obecnych. Te powstały podczas przebudowy w latach 1933–1934, kiedy dziewiętnastowieczne mosty rozebrano, a na tych samych podstawach położono nowe, dwa razy szersze (na czas przebudowy w bezpośrednim sąsiedztwie na wschód ustawiono tymczasowy drewniany most tramwajowo-pieszy). Nowe mosty Uniwersyteckie uległy poważnym uszkodzeniom podczas oblężenia Festung Breslau w 1945 tak, że po naprawie ponownie oddano je do użytku dopiero w 1947. W 1992 konstrukcja mostów przeszła remont generalny. Nie ucierpiały w czasie powodzi tysiąclecia w 1997. W 2016 roku wyremontowano tory tramwajowe na obydwu mostach.